# Сент-Эсташ (церковь)
Сент-Эста́ш, или Церковь Святого Евста́фия (фр. L’église Saint-Eustache) — католическая приходская церковь Святого Евстафия в 1-м округе Парижа, расположена рядом с площадью, где когда-то располагался центральный рынок («Чрево Парижа»), а ныне находится коммерческий центр «Форум-де-Аль» (Le Forum des Halles). Посвящена святому великомученику Евстафию Маконскому, урождённому Плакиду, римскому полководцу, принявшему христианство и любившему охоту; его символы и атрибуты — переплетённые буквы S и E, охотничий рог, олень, несущий крест между рогами, можно видеть снаружи церкви на фронтонах двух трансептов и на пьедесталах внутри.
Сент-Эсташ — одна из последних готических церквей Парижа, в архитектуре которой сочетается готика с ренессансными элементами и классицистическим фасадом. В храме регулярно проходят органные концерты.

## История

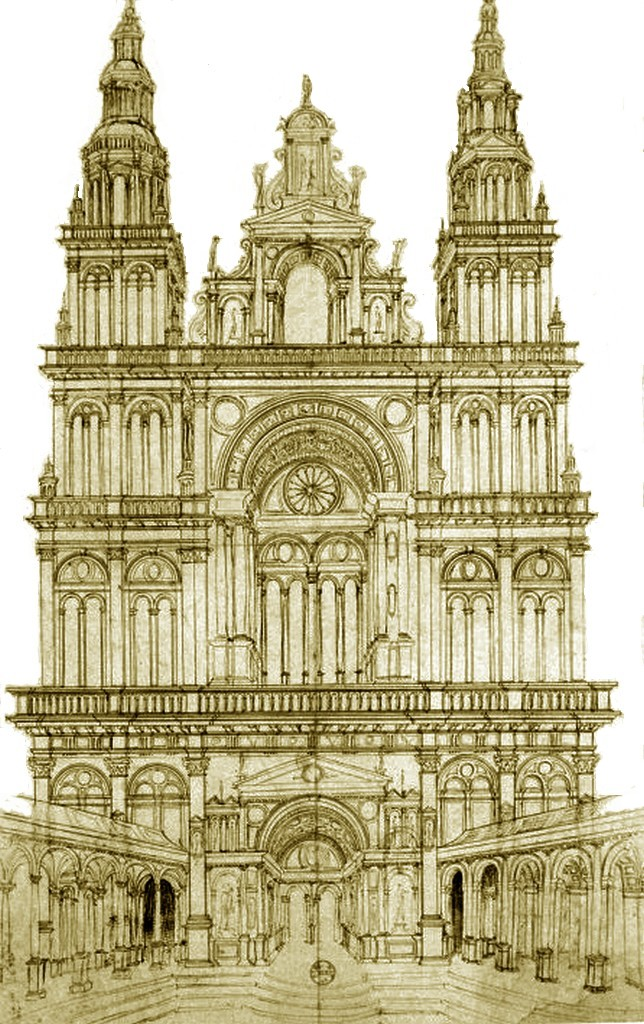
Ж. А. Дюсерсо. Проект фасада церкви Сент-Эсташ. 1550-е гг.

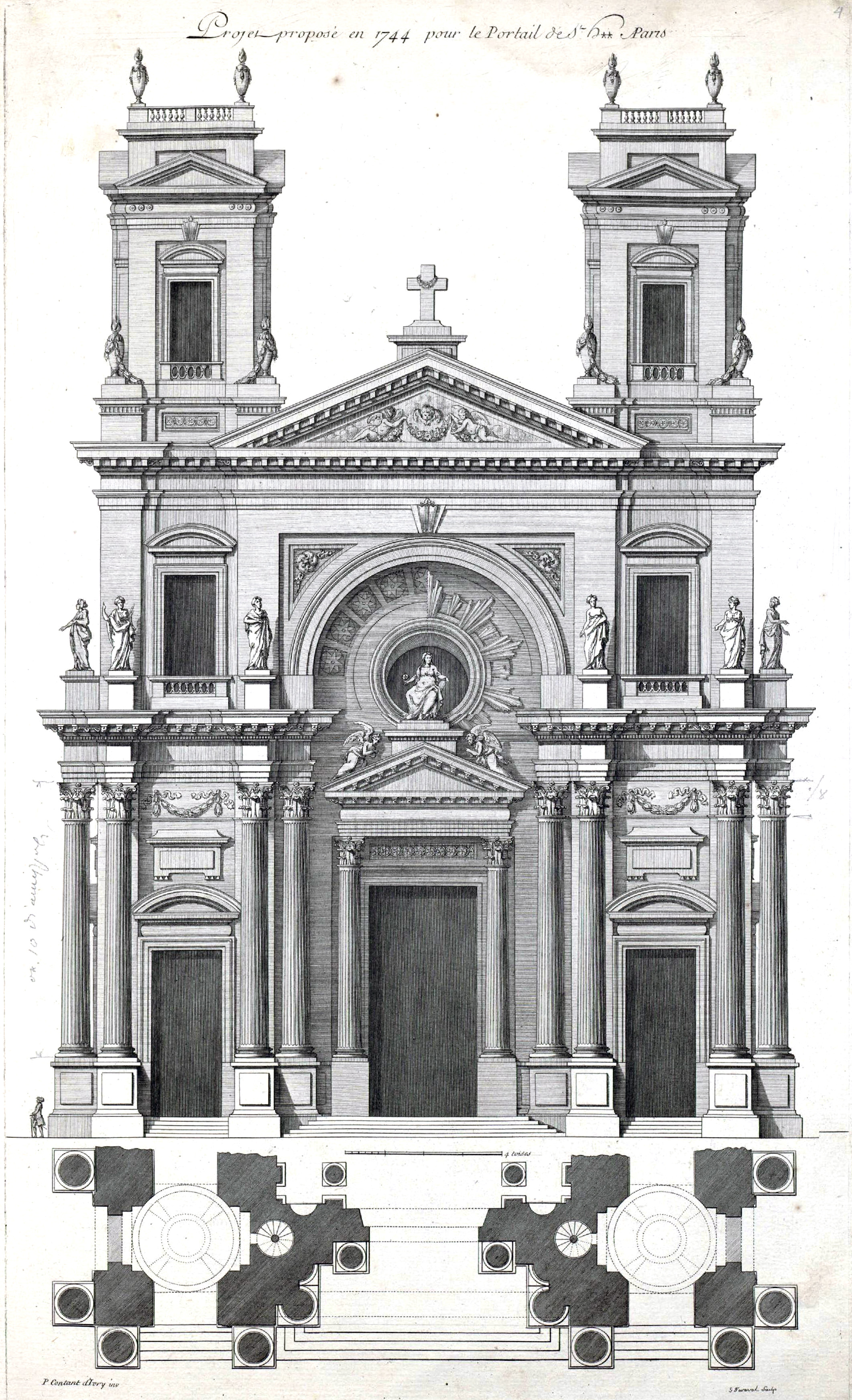
П. Контан де Иври. Проект фасада церкви Сент-Эсташ. 1744

История церкви Святого Евстафия восходит к началу XIII века. Первым зданием, построенным на этом месте, была маленькая капелла, посвящённая святой римской мученице Агнессе. Склеп, носящий это имя, до настоящего времени примыкает к церкви с восточной стороны. Строительство капеллы финансировал Жан Але, торговец из Ле-Аль, которому было предоставлено право взимать налог с продажи корзин для рыбы в счёт погашения ссуды, которую он предоставил королю Филиппу-Огюсту. С 1223 года церковь Сент-Аньес была преобразована в приход, а в 1303 году получила новое название: Сент-Эсташ. Наиболее вероятной причиной нового названия был перенос в новую церковь мощей мученика Святого Евстафия, реликвии, ранее принадлежавшей аббатству Сен-Дени. Церковь несколько раз перестраивали и расширяли по мере увеличения количества прихожан.
В 1532 году было окончательно решено построить церковь, достойную сердца Парижа. Первый камень нового здания был заложен 19 августа Жаном де ла Барре, главой гильдии парижских торговцев. Были возведены неф, северные капеллы и южный фасад. В XVII веке достроены южные капеллы и своды нефа. В XVIII веке западный фасад был перестроен в стиле классицизма, ради чего был разрушен первый пролёт церкви с двумя капеллами.
После многих перерывов церковь была завершена в 1633 году и освящена 26 апреля 1637 года монсеньором де Гонди, архиепископом Парижа.
Многие знаменитые парижане были связаны с церковью Святого Евстафия. Король Людовик XIV в 1649 году совершил здесь свое первое причастие. Здесь крестились кардинал Ришельё, Жанна-Антуанетта Пуассон (Маркиза де Помпадур) и Мольер; Мольер также женился там в 1662 году. Моцарт провёл там похороны своей матери. В соборе Святого Евстафия прошли похороны королевы Австрии Анны и военного героя Тюренна. В 1645 году здесь была похоронена Мария де Гурне, одна из первых сторонниц равноправия женщин.
Во время Французской революции церковь, как и большинство церквей Парижа, была осквернена и разграблена. Храм был закрыт для католического богослужения в 1793 году и какое-то время использовался как «Храм земледелия», место для хранения продуктов питания. 4 апреля 1791 года в этом здании провели церемонию похорон революционного вождя Мирабо. Церковь вновь открыли в 1795 году со значительными повреждениями здания и его убранства. Формально здание было возвращено церкви в 1803 году.
Церковь значительно пострадала при пожаре 1844 года. Восстановлена архитектором Виктором Бальтаром, он же руководил полной реставрацией здания с 1846 по 1854 год, включая строительство корпуса органа, кафедры и главного алтаря, а также восстановление церковных росписей. Церковь снова пострадала при Парижской коммуне в мае 1871 года. Фасад был изменён в 1928—1929 годах.
В 1969 году центральный рынок был перенесён в район Рюнжи, что значительно изменило окружение храма. Церковь Святого Евстафия остаётся действующим храмом и одной из главных достопримечательностей центра Парижа.

## Архитектура
Автор архитектурного проекта здания неизвестен, однако сходство с аналогичными проектами 1520-х годов указывает на Жана Деламара или Пьера Лемерсье, деда прославленного Жака Лемерсье, которые часто сотрудничали. Также в качестве кандидата был предложен архитектор итальянского происхождения Доменико да Кортона.
Проект фасада церкви с двумя «готическими» башнями разработал Жак Андруэ дю Серсо, но он не был осуществлён. После сноса старого фасада он был заново построен в 1754 году под руководством архитектора Жана Мансара де Жуи. Внешний вид здания напоминает готический собор с характерными контрфорсами, крутой кровлей и переплётами окон, хотя здание было построено в иную, позднюю эпоху. Наиболее «готической» частью является апсида в восточной части, где контрфорсы окружают полукружие «венца капелл» двойного деамбулатория, расположенных за алтарём.
Фасад с одной наполовину уцелевшей башней оформлен в стиле классицизма с двухъярусной колоннадой и треугольным фронтоном. Нижний ярус оформлен колоннами дорического ордера, верхний — ионического. Углы здания зрительно «укреплены» (раскрепованы) приёмом группирования колонн. В основу плана была положена схема романо-готического собора Нотр-Дам. Размеры церкви напоминают собор Нотр-Дам; однако Сент-Эсташ короче и уже, но имеет бо́льшую высоту под сводом. Здание церкви имеет длину 105 м, ширину — 43,5 м, высота до замков свода составляет 33,45 м. Единство интерьеру придаёт внушительная устремлённость ввысь колонн и арок. Элементы яркой готики в основном представлены пропорциями пролётов, стрельчатыми сводами, сетью декоративных нервюр и подвесных замковых камней.
В церкви Святого Евстафия есть солнечные часы и меридиан, расположенные на её южном фасаде. Солнечные часы, расположенные на высоте более 30 метров в южном трансепте, немного наклонены и имеют размеры примерно 6,5 × 2,5 м. Неф окружен двумя боковыми проходами, которые дают доступ к ряду небольших капелл, каждая из которых богато украшена картинами и скульптурой. Одной из примечательных особенностей нефа является «учреждение сидений» (Banc-oeuvre) в четвёртом пролёте нефа. Это были места, предназначенные для членов комитета мирян, которые следили за финансами церкви. Создана около 1720 года скульптором Пьером Лепотром по рисункам Ж.-С. Карто. Всё сооружение имеет форму колонного портика с большим овальным медальоном в центре, который поддерживают ангелы, с образом Распятия. На вершине — скульптурная группа «Апофеоз святой Агнессы».
Напротив — кафедра, спроектированная в XIX веке архитектором Виктором Бальтаром, который также является автором проекта главного алтаря. Первый алтарь XVII века был оформлен двумя картинами Симона Вуэ: «Мученичество святого Евстафия» и «Апофеоз святого Евстафия». Вуэ, вернувшийся из Рима в 1627 году, был тогда доминирующей фигурой в парижской школе живописи. Однако алтарь церкви был разрушен в XVIII веке. Картины Вуэ были повторно использованы в новом алтаре. После событий французской революции, закрытия церквей и конфискаций церковного имущества, картины были разделены: «Апофеоз святого Евстафия» в 1809 году был отправлен в Нантский музей, а «Мученичество святого Евстафия» было продано в 1810 году кардиналу Фешу. Последняя картина позднее, в 1855 году была выкуплена префектурой Сены и возвращена в церковь Святого Евстафия.
Вдоль стен нефа располагаются многие скульптуры и картины. Среди них: картина «На пути в Эммаус» (ранее считалась произведением Рубенса, ныне копией утраченного оригинала), «Положение во гроб» (Оплакивание Христа), копия произведения Луки Джордано (оригинал в Санкт-Петербургском Эрмитаже); «Мученичество святой Агнессы» (копия с картины Доменикино), «Святой Иоанн Креститель» Ф. Лемуана и многие другие.
Хор и алтарная часть имеют красочные витражи, на контрфасадах трансептов — цветные окна-розы. Когда строительство церкви в начале XVII века было завершено, искусство цветного витража во Франции было в значительной степени в упадке. Витражи, украшающие высокие окна хора, относятся к числу редких цветных витражей этого периода. Они были сделаны в 1631 году художником по стеклу Антуаном Сулиньяком по рисункам, приписываемым Филиппу де Шампаню. Витражи были восстановлены после 1871 года Проспером Лафайе.
Многие разностильные настроения в этой необычной церкви вызвали язвительную реплику французского архитектора и исследователя Средневековья Виолле-ле-Дюка:

 «Мы хотели применить формы древнеримской архитектуры, о которых мы мало знали, к строительной системе стрельчатых церквей, которую мы презирали, не понимая её. Именно под этим нерешительным вдохновением была начата и завершена великая церковь Святого Евстафия в Париже, плохо задуманный, плохо построенный памятник, беспорядочная груда мусора, заимствованная со всех сторон, без связи и без гармонии; нечто вроде готического скелета, одетого в римские лохмотья, сшитые вместе, как куски арлекинового плаща» 
Когда в 1683 году скончался Жан-Батист Кольбер, он был похоронен в церкви Святого Евстафия, прихожанином которой он являлся. Два года спустя его вдова, Мари Шаррон, поручила скульпторам Антуану Куазево и Жану-Батисту Тюби создать надгробный памятник, эскиз которого предоставил Шарль Лебрен. Статуя Кольбера, стоящего на коленях со сложенными руками, в мантии рыцаря Ордена Святого Духа, покоится на саркофаге из чёрного мрамора. Саркофаг поддерживается двумя высокими консолями, покоящимися на большом постаменте, по сторонам которого помещены аллегорические фигуры Верности (слева, работы Куазево) и Веры, или Изобилия (справа, Тюби).
В 1764 году в церкви был похоронен композитор Жан-Филипп Рамо, в ней также похоронен актёр Тиберио Фьорилли. В середине XIX века росписью внутренних пространств храма занимался художник Шарль-Филипп-Огюст Ларивьер.

## Орган
Большой орган церкви Сент-Эсташ со 101 регистром и 147 рядами труб считается крупнейшим по количеству труб орга́ном Франции, превосходящим размеры органов церкви Сен-Сюльпис и Нотр-Дам-де-Пари. Он насчитывает около 8000 труб. Орган, первоначально сконструированный П.-А. Дюкроке, был достаточно мощным, чтобы премьера титанической оперы Гектора Берлиоза «Te Deum» была исполнена в церкви в 1855 году. Ныне существующий орган Святого Евстафия был спроектирован Жаном-Луи Куанье под руководством титулярного органиста Жана Гийу и датируется 1989 годом, когда он был почти полностью перестроен голландской фирмой van Den Heuvel, сохранив несколько рядов труб от бывшего органа и деревянный корпус, который является оригинальным. Каждое лето органные концерты посвящены премьерам «Te Deum» Берлиоза и «Christus» Листа в 1886 году.

## Галерея

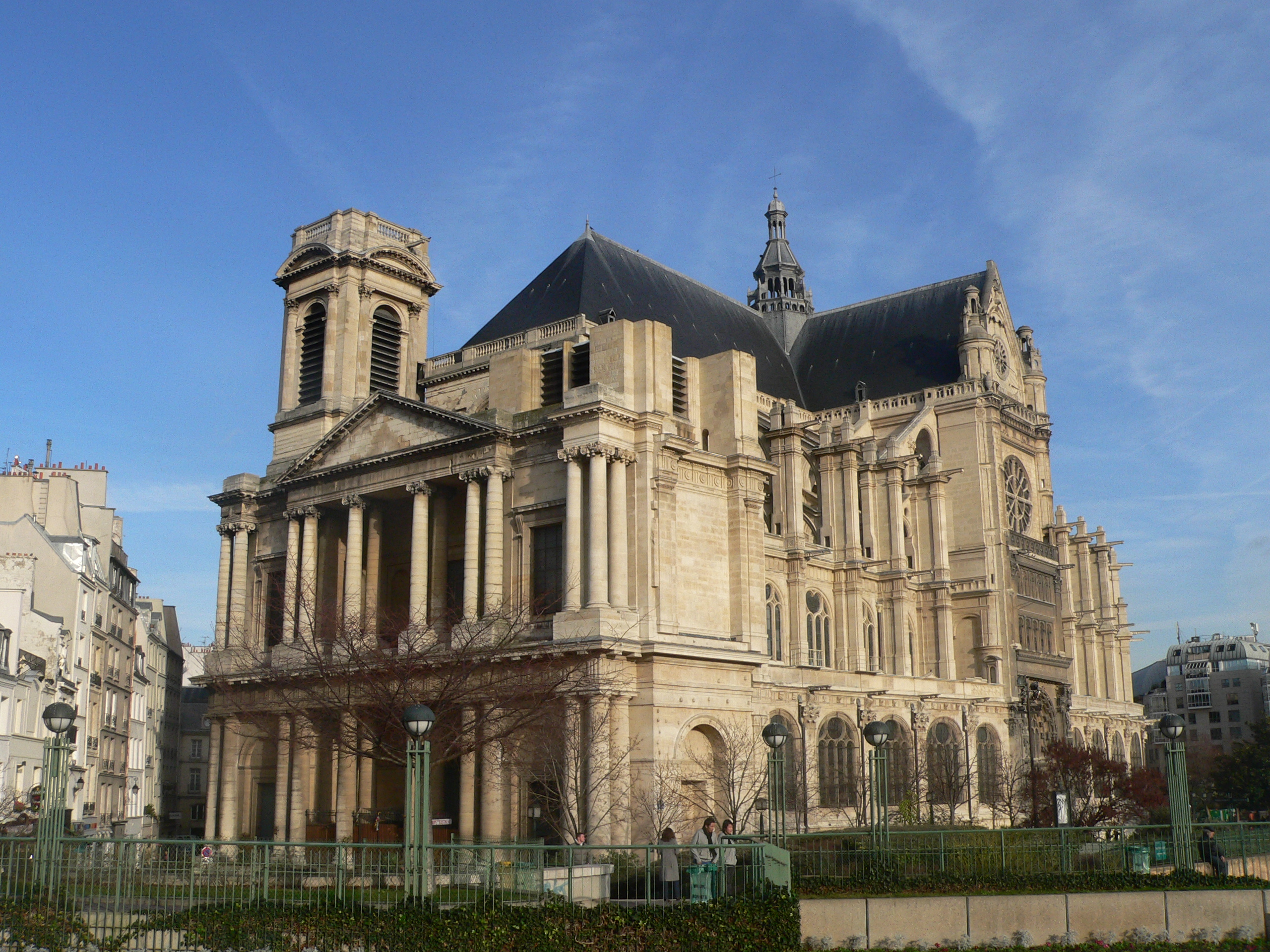
Западный фасад
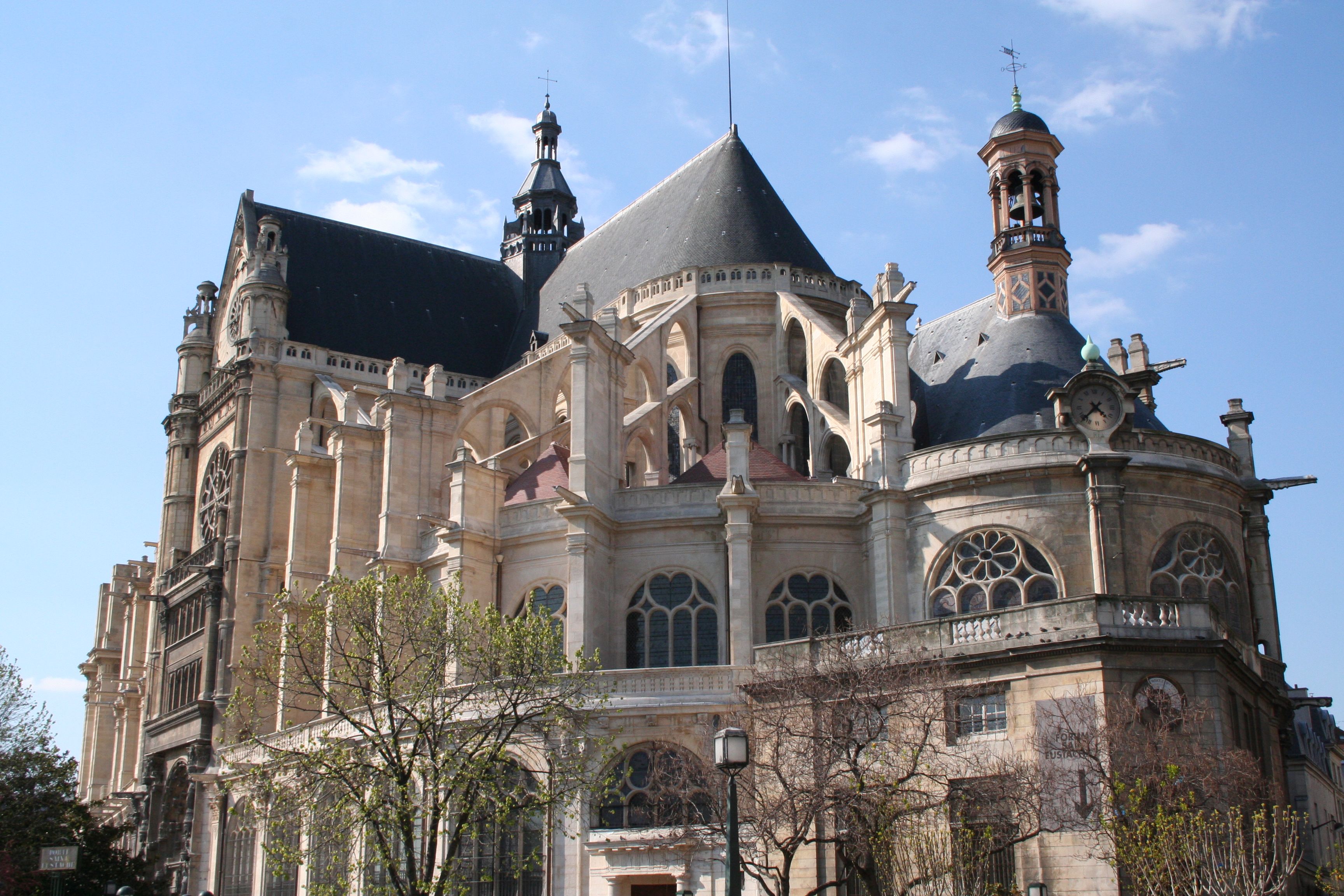
Апсида
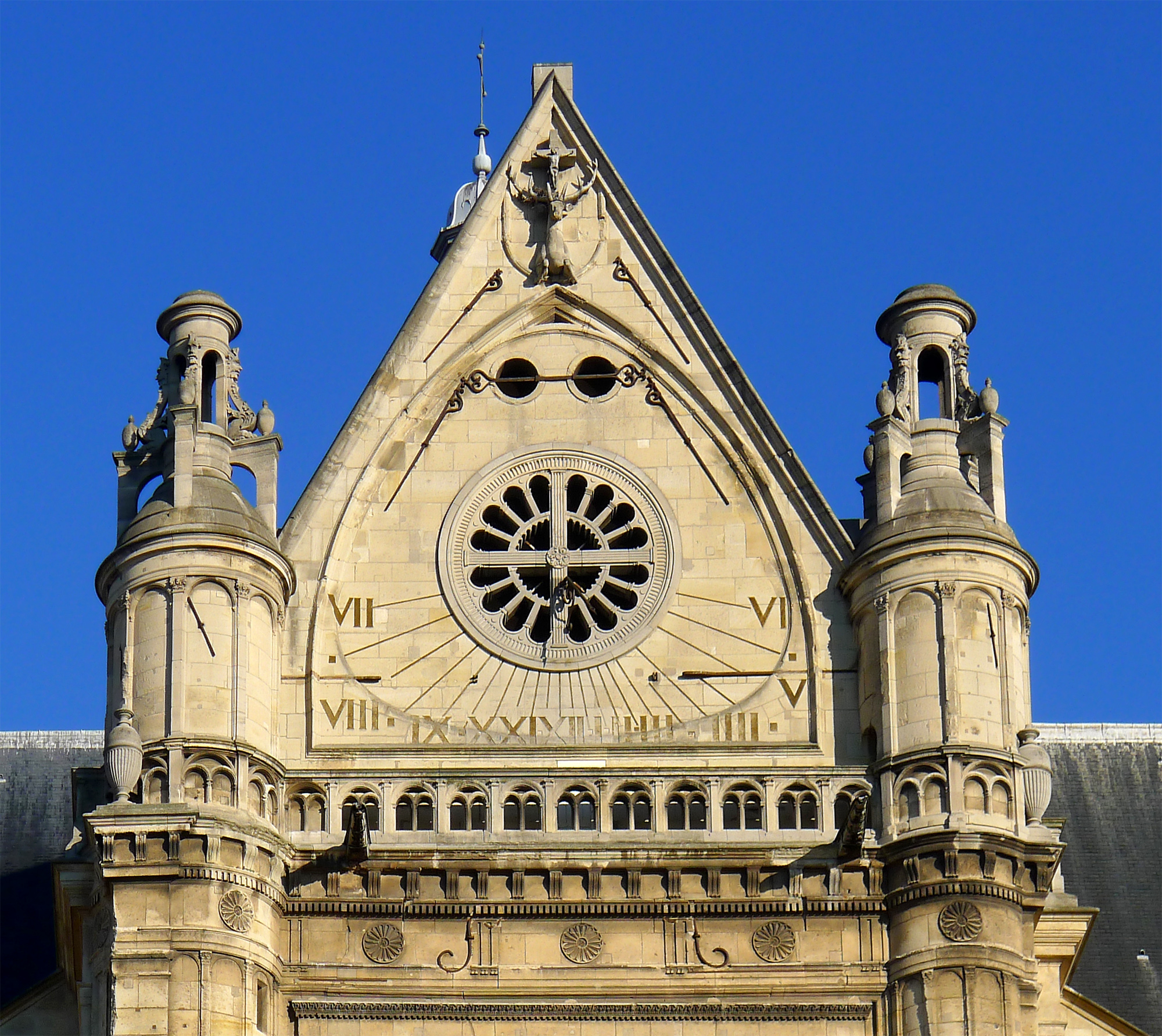
Южный фасад трансепта. Солнечные часы
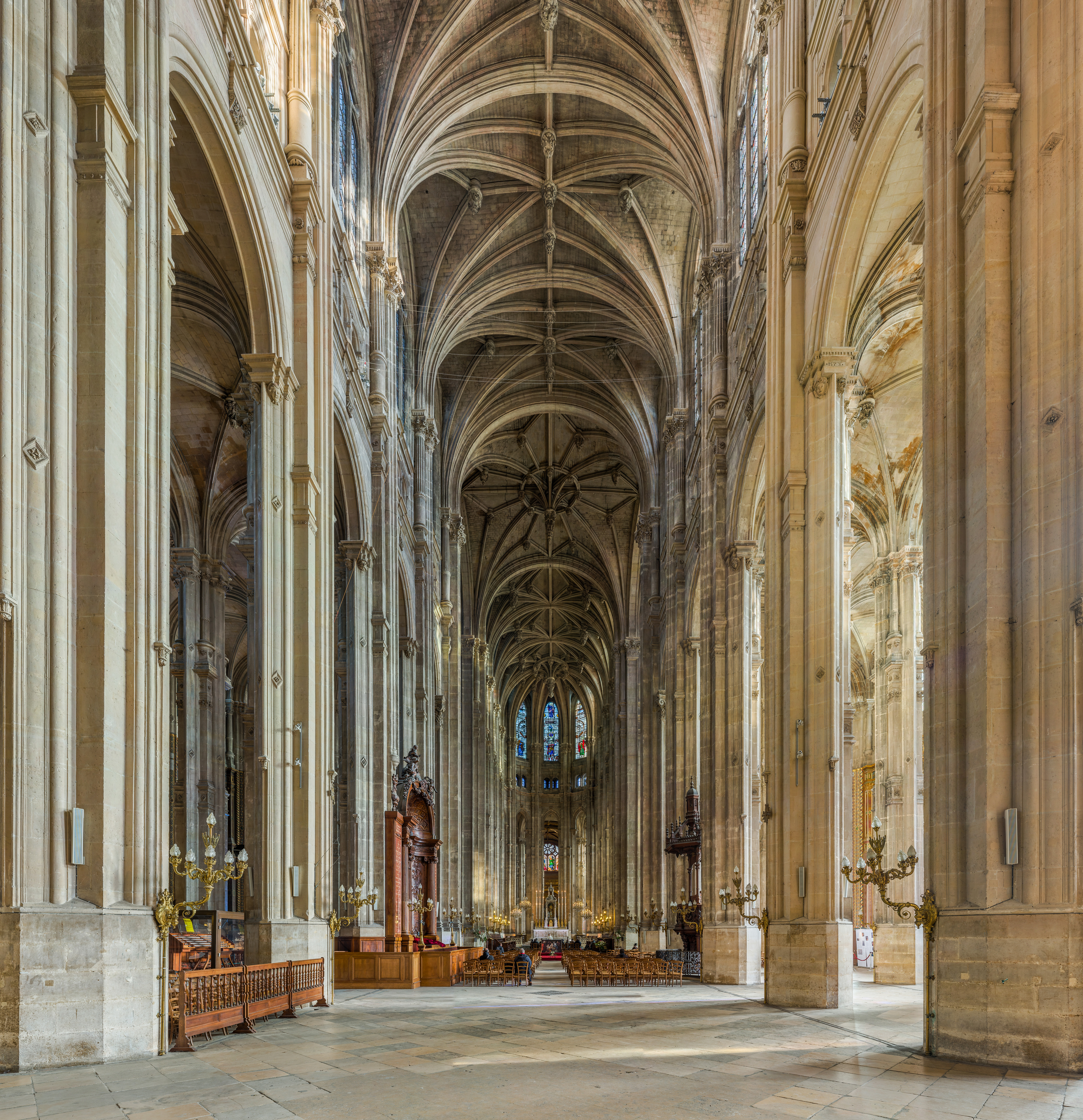
Интерьер главного нефа
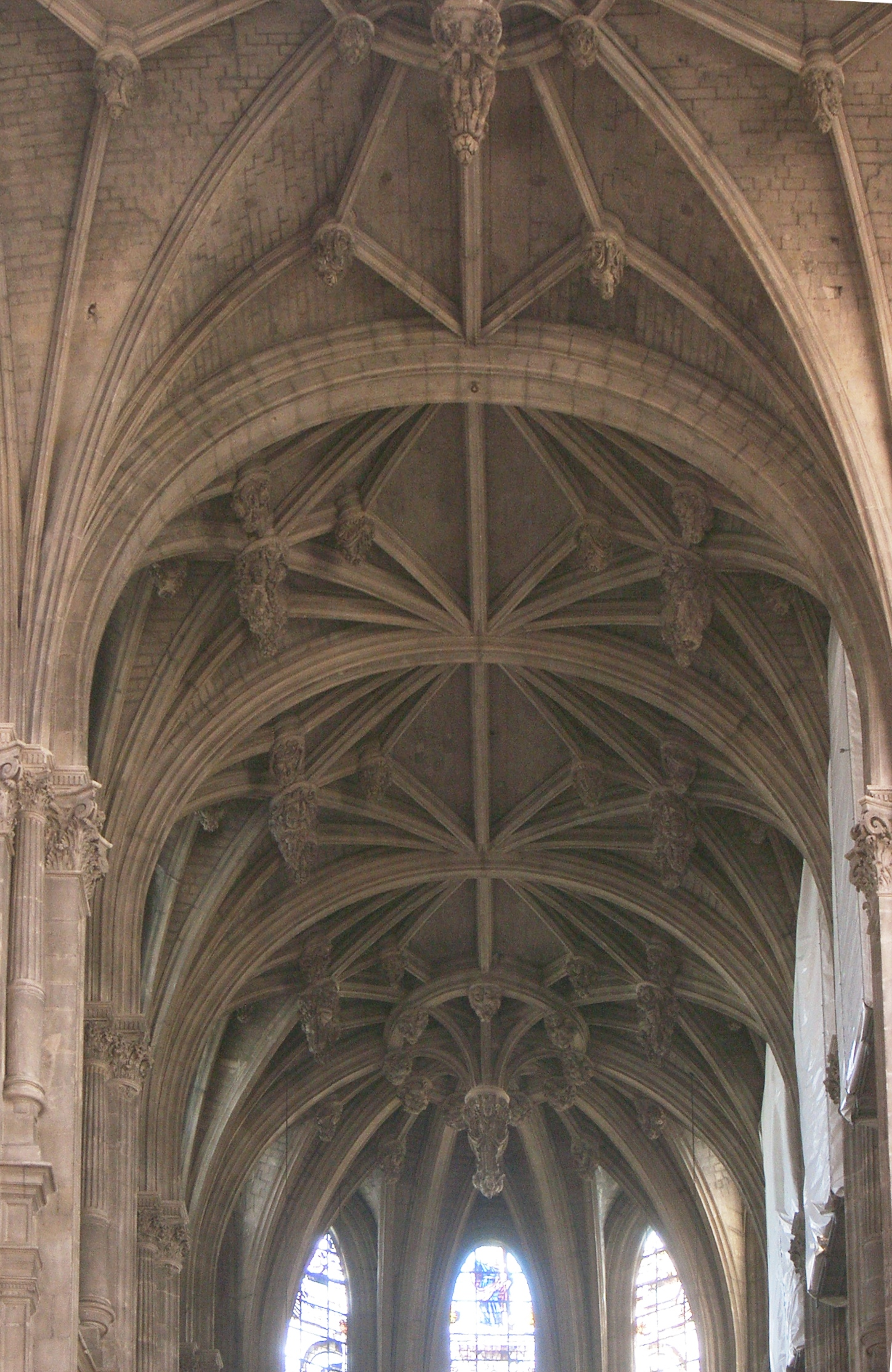
Своды хора
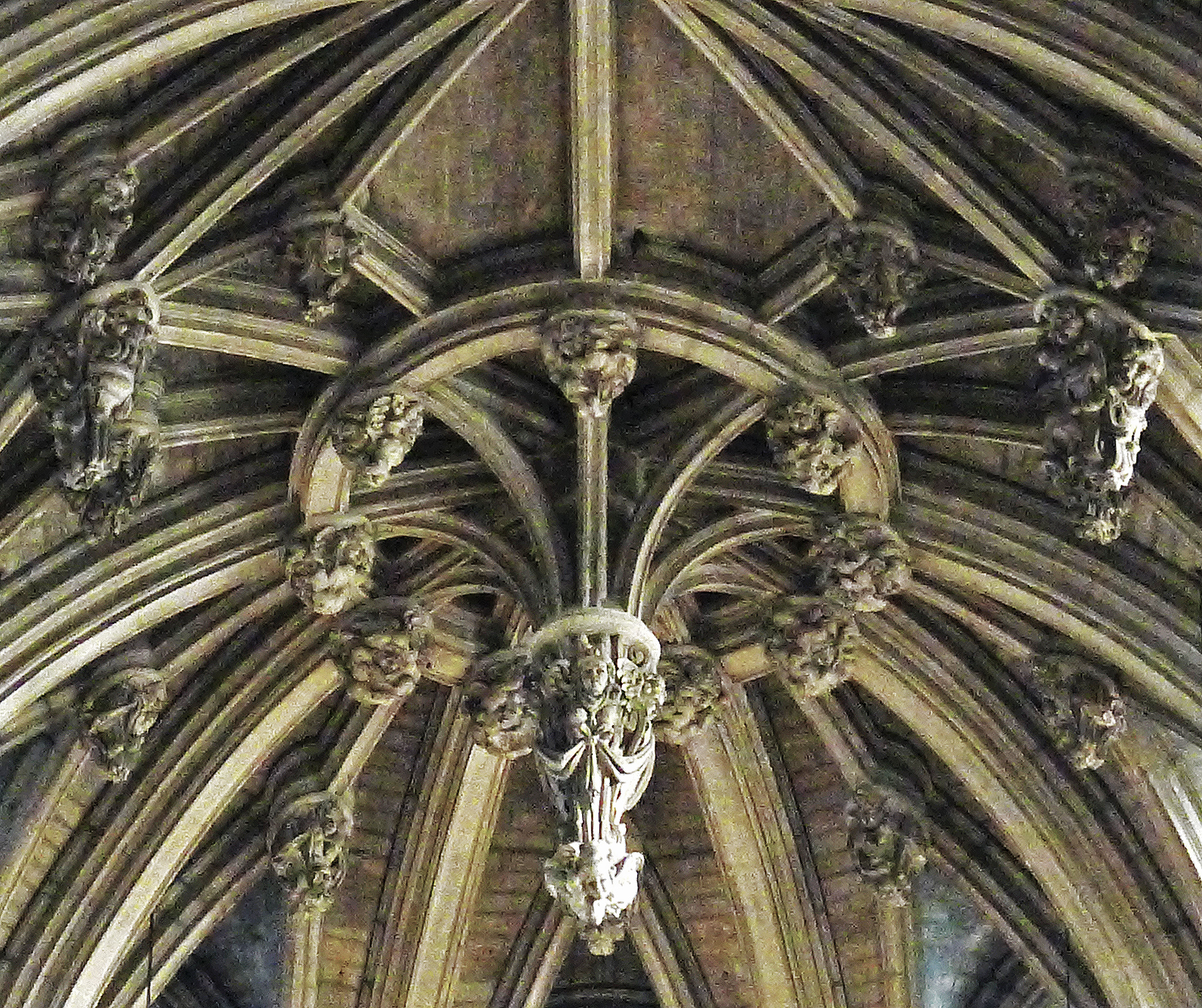
Крестоцвет: «замок свода»
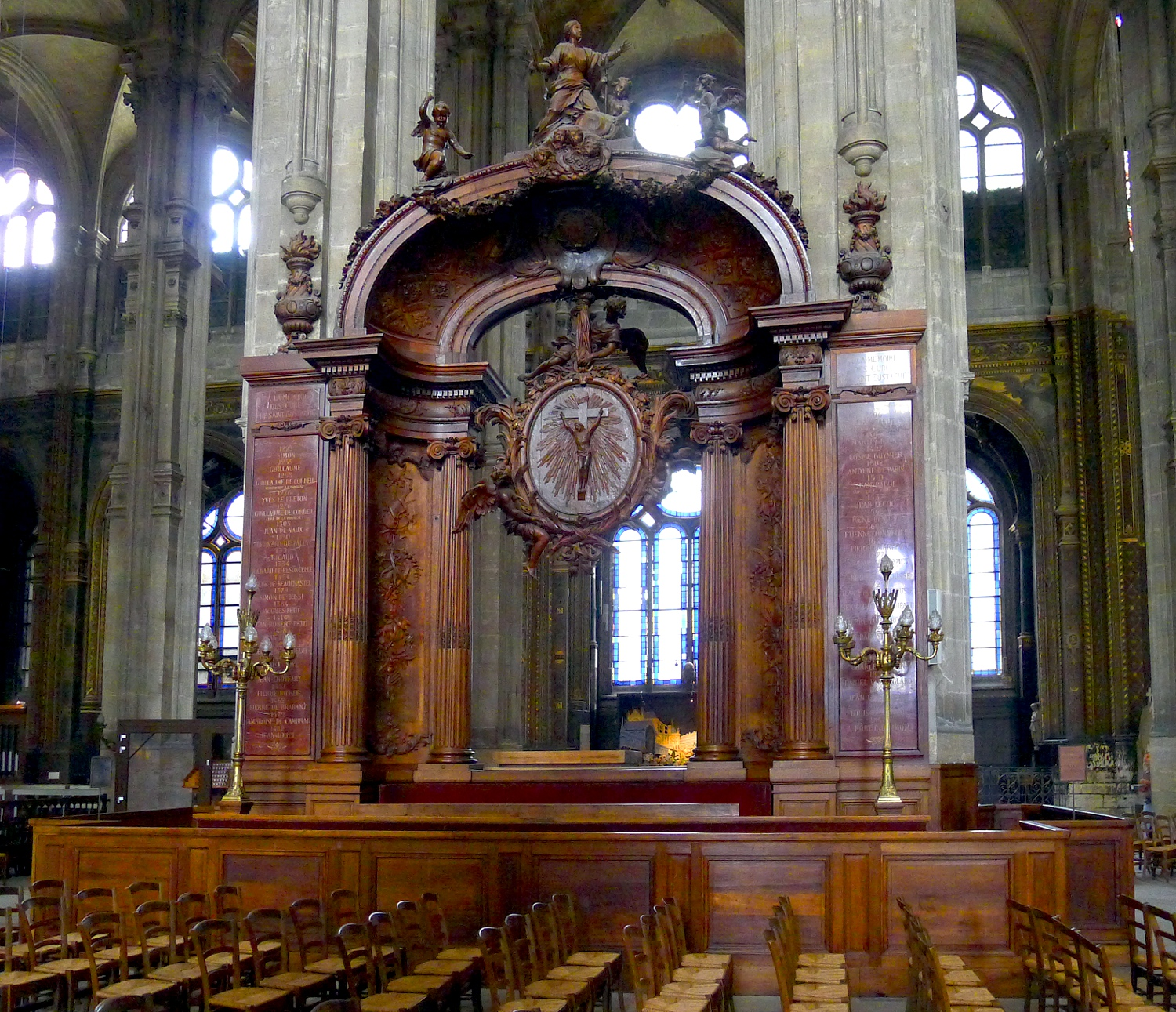
«Учреждение сидений» (Banc-oeuvre). Ок. 1720 г. Скульптор П. Лепотр по рисункам Ж.-С. Карто
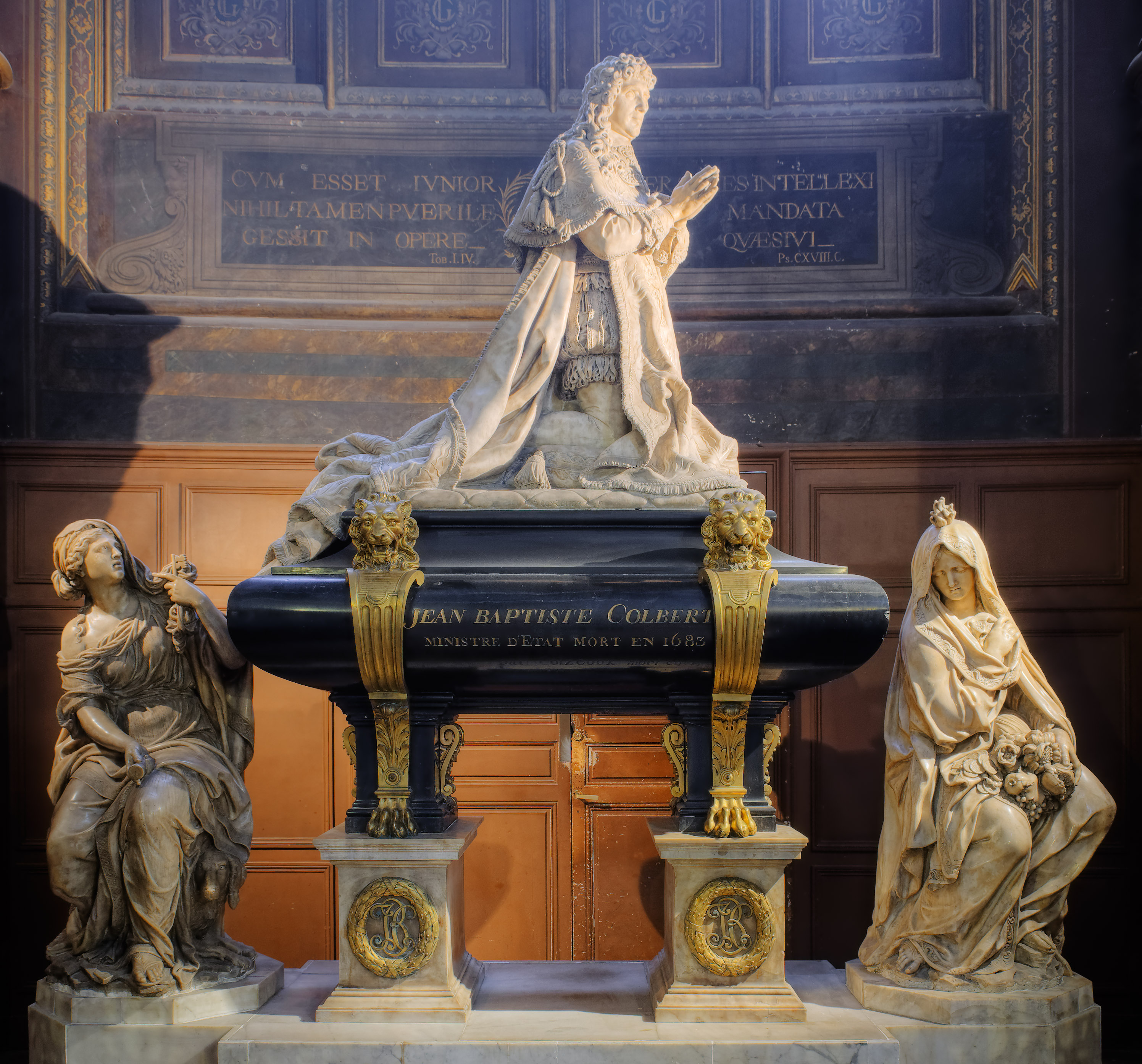
Надгробие Ж.-Б. Кольбера. Капелла Кольбера. 1687. Скульпторы А. Куазево и Ж.-Б. Тюби
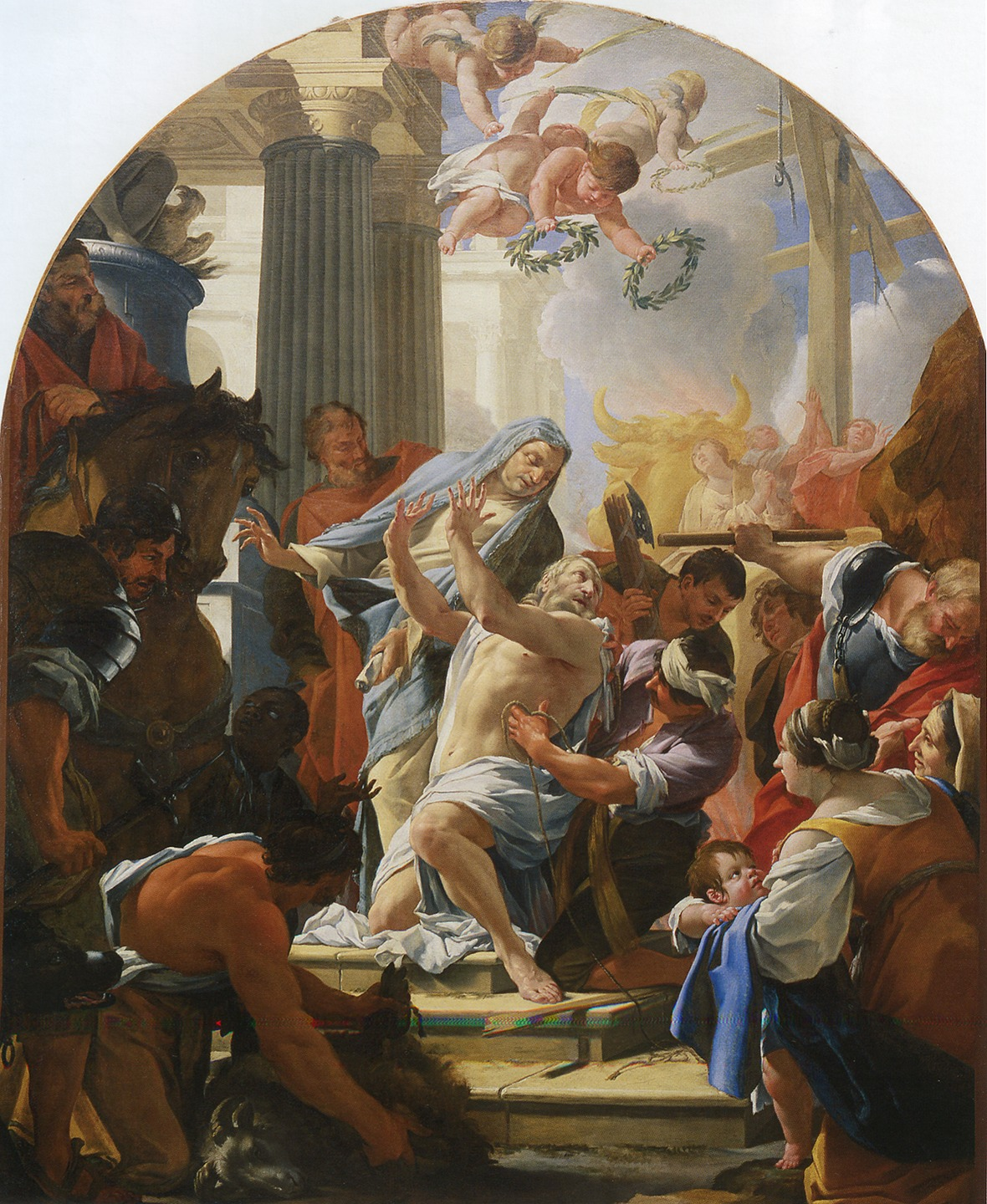
С. Вуэ. Мученичество святого Евстафия. 1635. Холст, масло
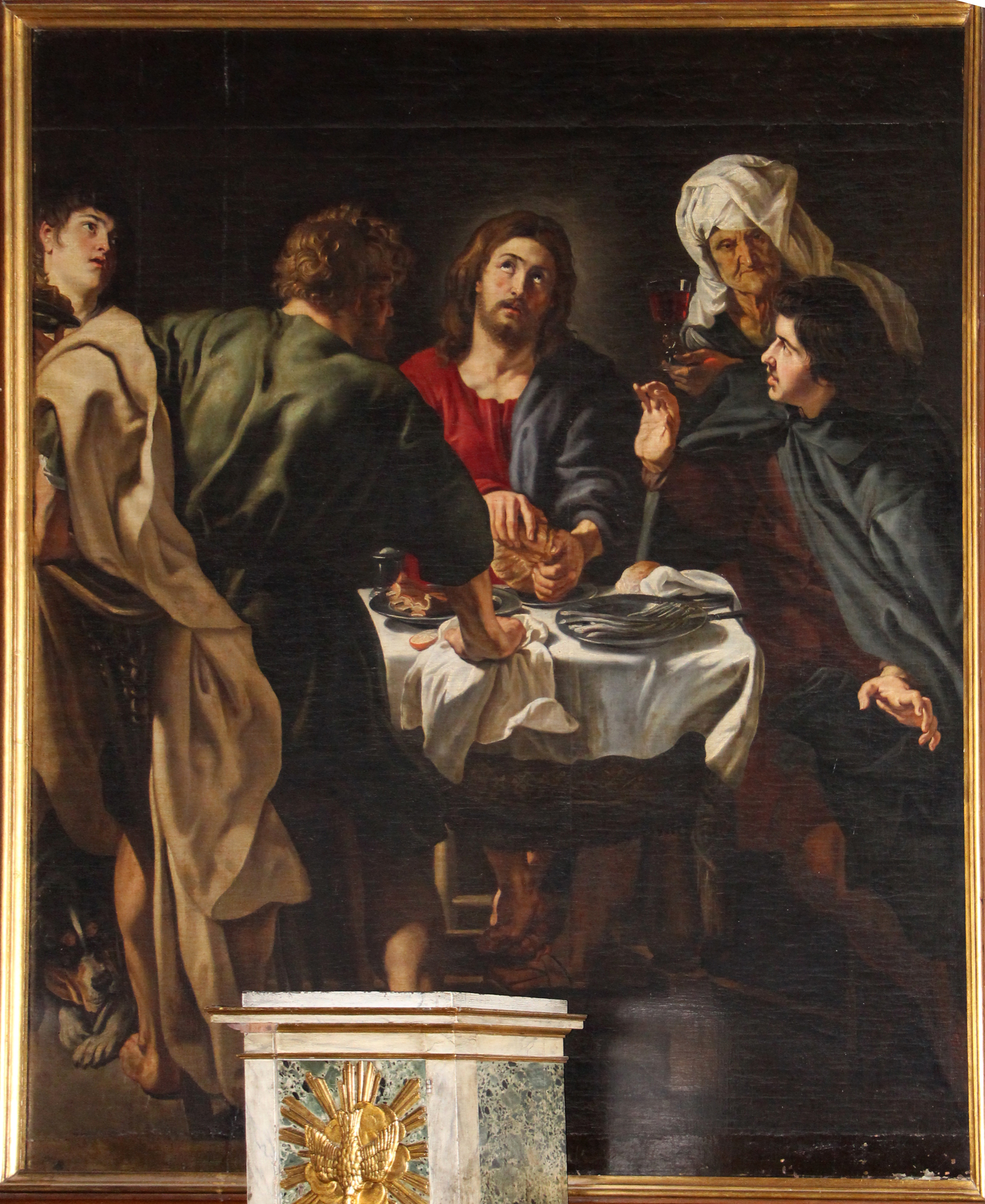
П. П. Рубенс. На пути в Эммаус (копия утраченного оригинала). 1611. Холст, масло
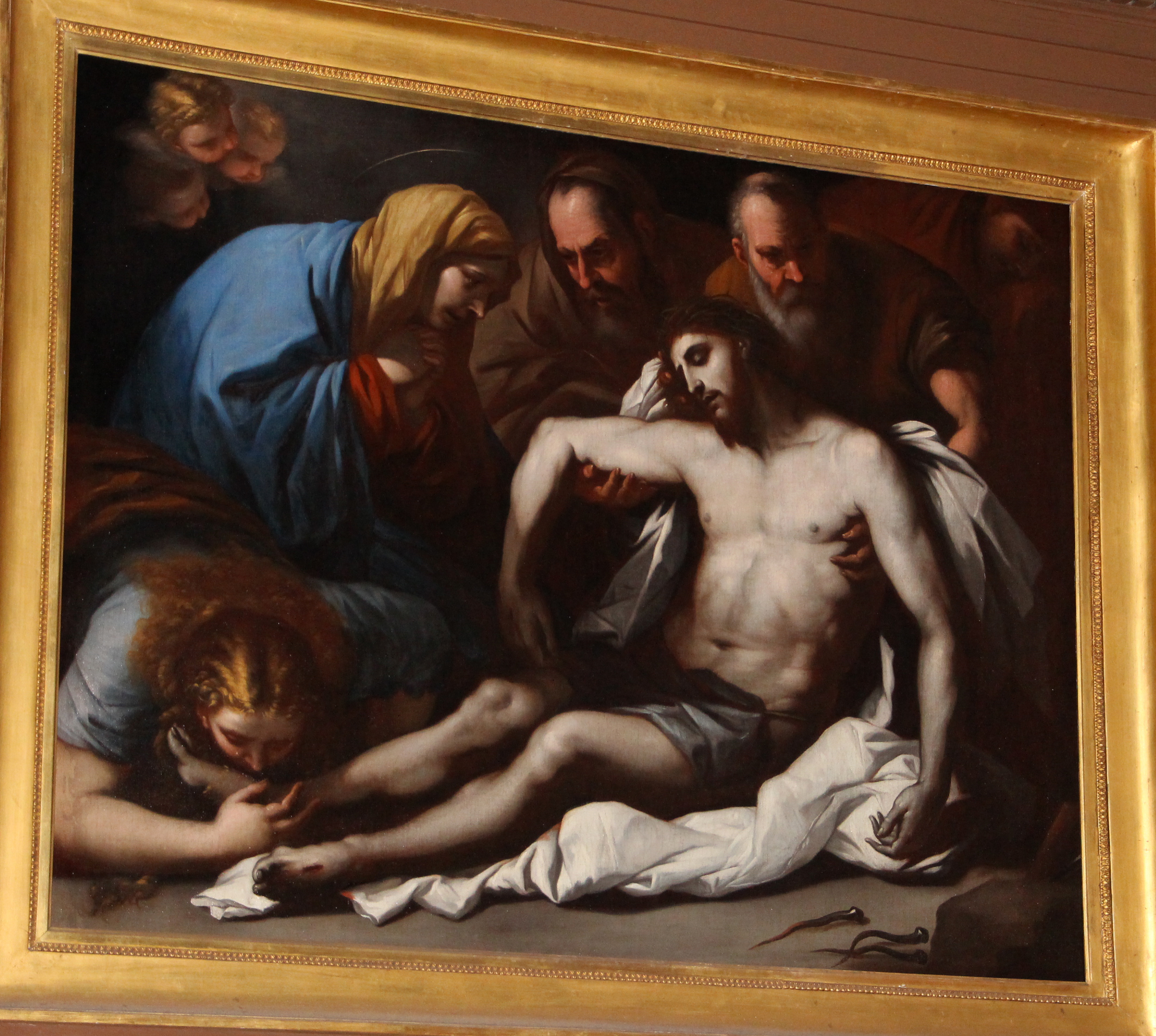
Положение во гроб (Оплакивание Христа). Копия картины Луки Джордано
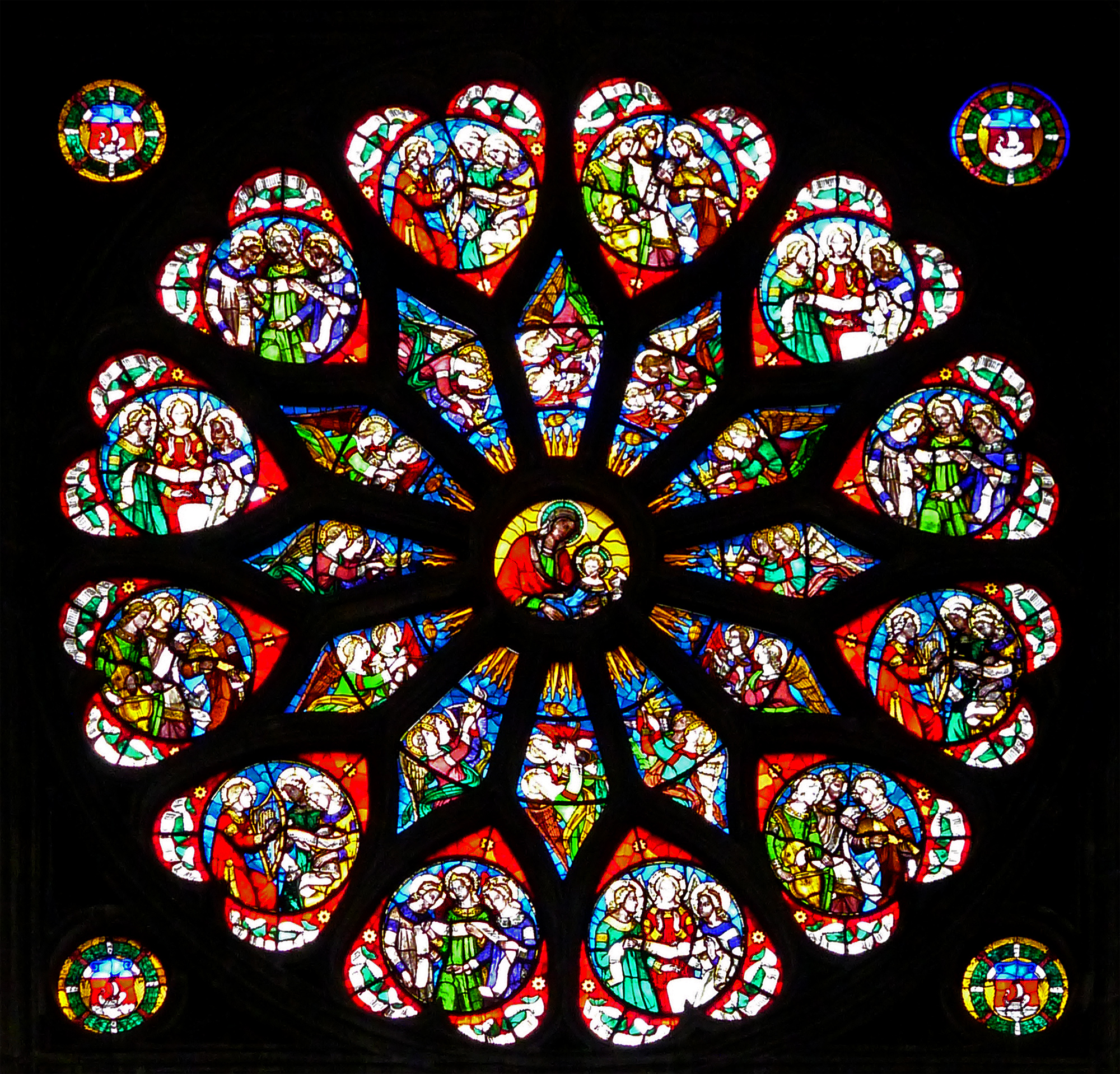
Роза северного трансепта
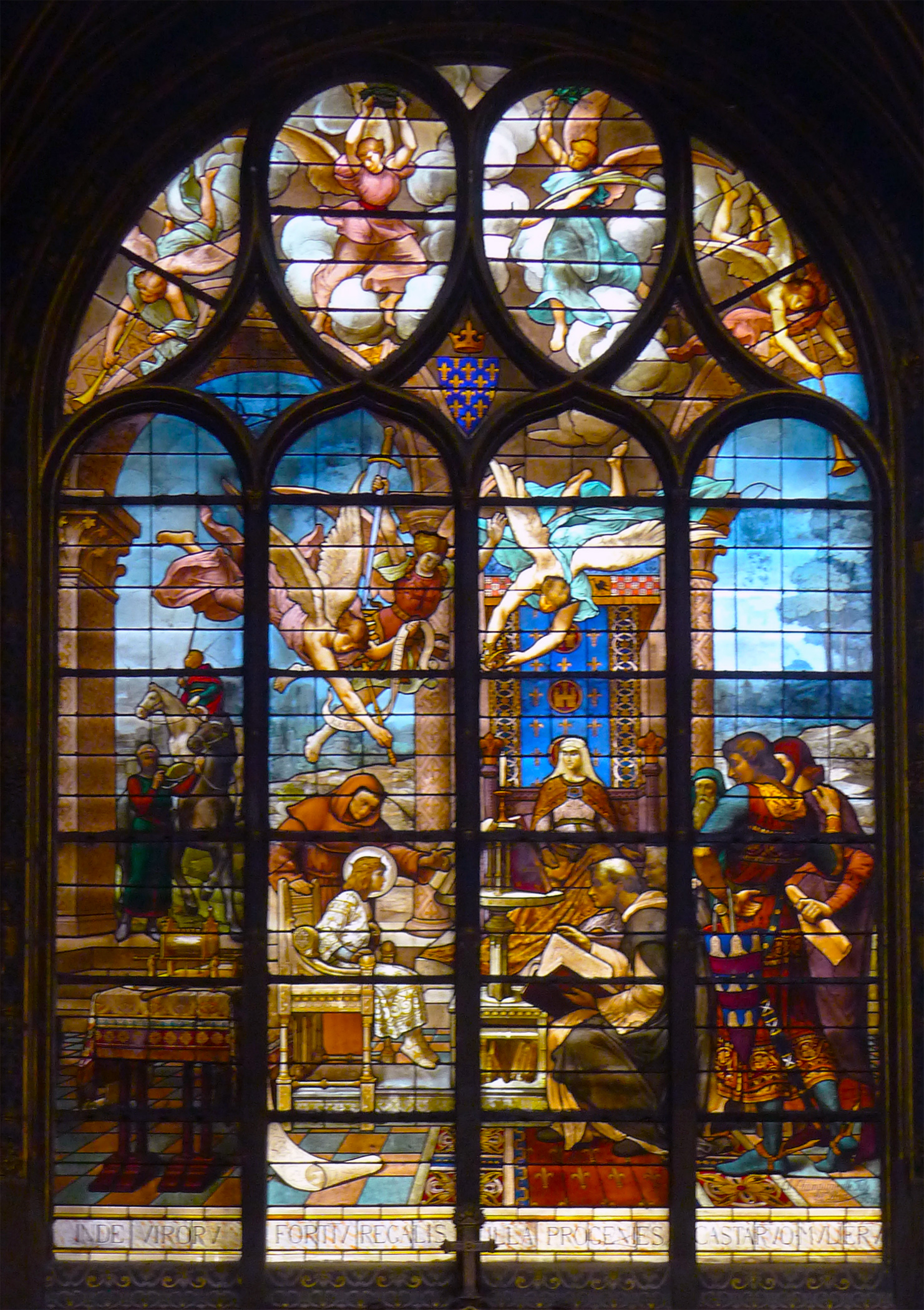
Воспитание Людовика IX. Витраж Капеллы Людовика Святого
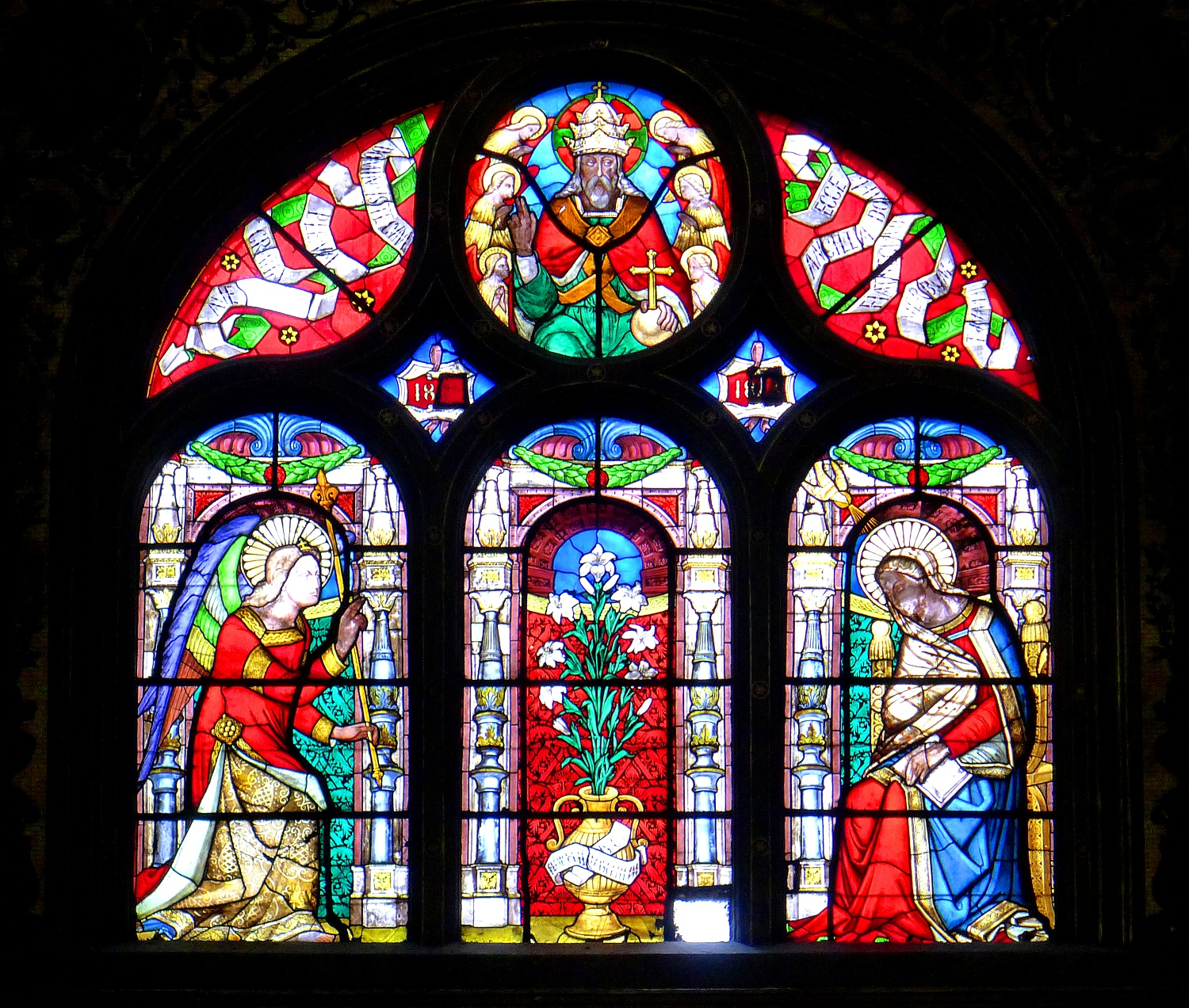
Благовещение. Витраж северного трансепта
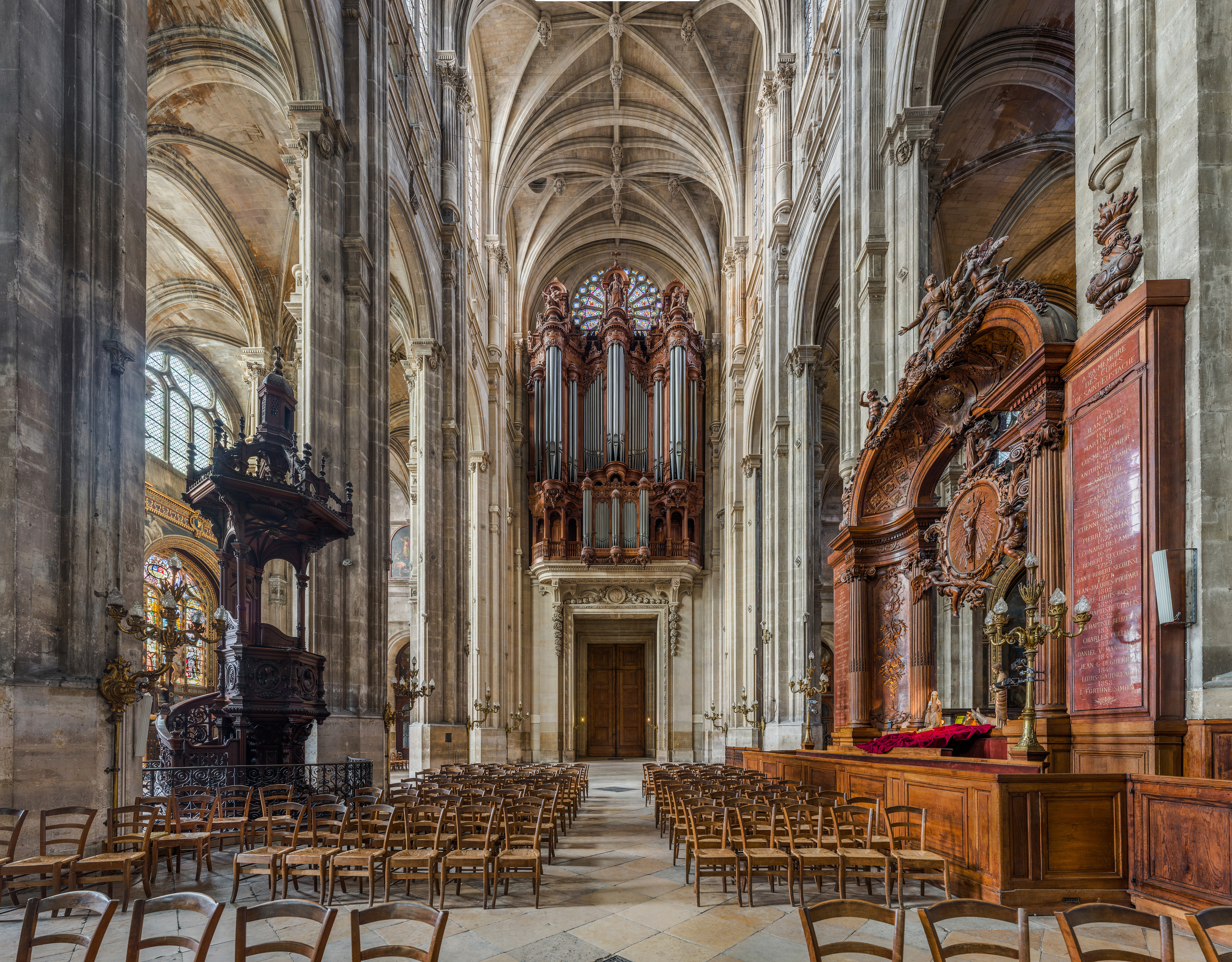
Вид на контрфасад из главного нефа
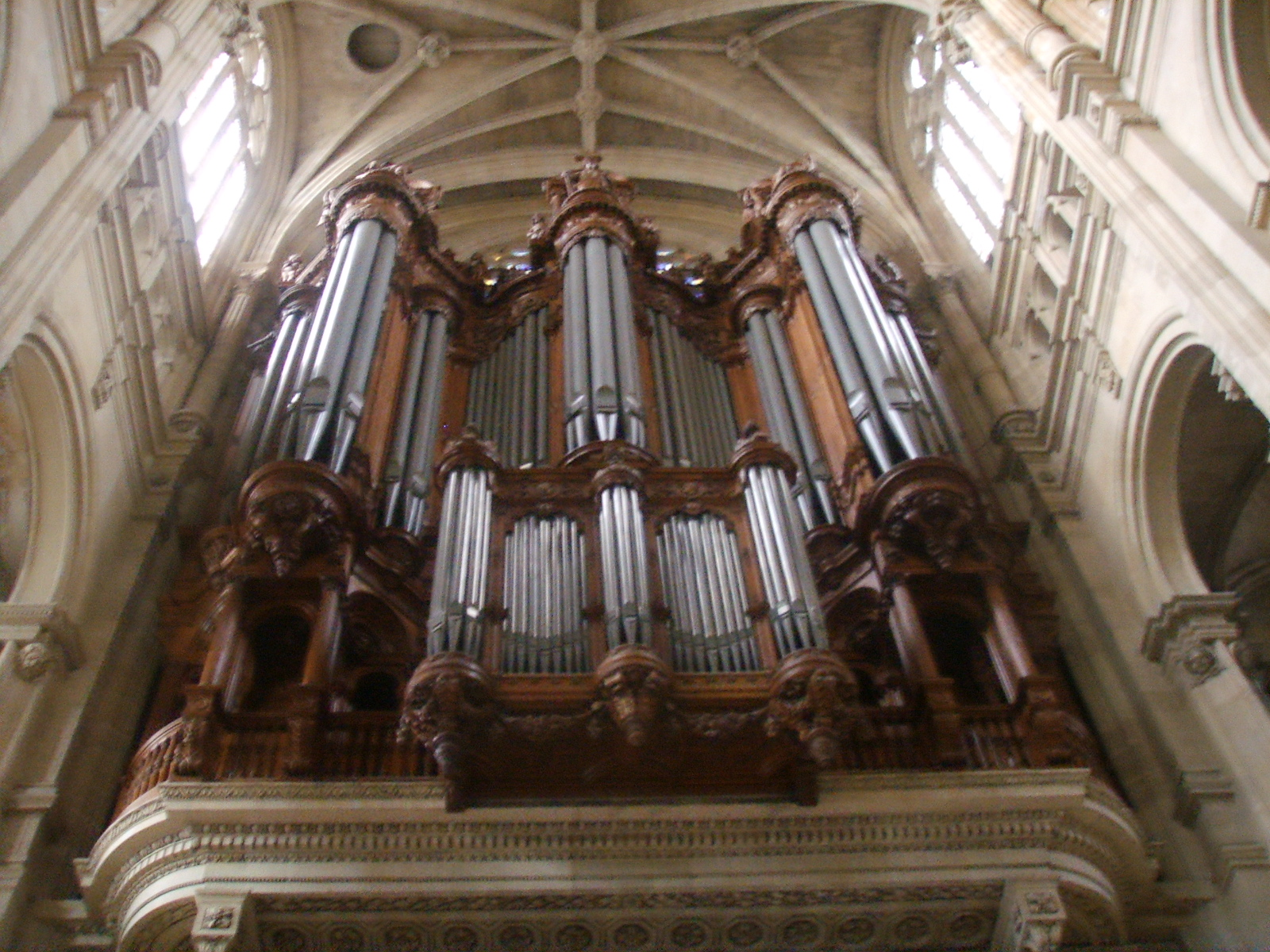
Орган